# Eslováquia Progressista
O Eslováquia Progressista (em eslovaco: Progresívne Slovensko, PS) é um partido político social-liberal e liberalista da Eslováquia estabelecido em 2017. É membro do Renovar a Europa e do Partido da Aliança dos Liberais e Democratas pela Europa.
Zuzana Ivanová, a presidente da Eslováquia, co-fundadora e ex-vice-líder do PS ganhou o eleições presidenciais eslovacas de 2019 representando o PS, tendo concentrado sua campanha em temas de anticorrupção, ambientalismo e europeísmo. No Conselho Nacional, foi representado pela primeira vez pelo deputado Tomás Valássek, eleito pelo partido Para o Povo, que deixou em 2021. Na política local, o PS tem uma posição dominante na Bratislava, cooperando com o partido Time Bratislava e o Liberdade e Solidariedade.

## Ideologia
O Eslováquia Progressista é geralmente descrito como social-liberal, mantendo postura culturalmente liberal e europeísta. É economicamente liberal, ocasionalmente chamado de neoliberal. O PS apoia direitos LGBT+, como união civil e matrimônio homoafetivo. O PS recusa cooperar com partidos nacionalistas e populistas como o Direção - Social-Democracia, o Partido Nacional Eslovaco, o República e o Partido Popular Nossa Eslováquia.
Na Eslováquia, o partido é associado à centro-direita, com a maioria de seus eleitores se descrevendo como sendo de direita. O PS também compartilha eleitorado com o conservador Povo Comum e Personalidades Independentes, o conservador liberal Para o Povo e o libertário de direita Liberdade e Solidariedade.

## Resultados eleitorais

### Eleições legislativas
| Data | Cl. | Votos   | %   | Assentos | Status           |
| ---- | --- | ------- | --- | -------- | ---------------- |
| 2020 | 5.º | 200.780 | 7%  | 0 / 150  | Extraparlamentar |
| 2023 | 2.º | 533.136 | 18% | 32 / 150 | Oposição         |

### Eleições europeias
| Data | Cl. | Votos   | %   | Assentos | +/-  |
| ---- | --- | ------- | --- | -------- | ---- |
| 2019 | 1.º | 198.255 | 20% | 2 / 14   | Novo |
| 2024 | 1.º | 410.844 | 28% | 6 / 15   | 4    |

### Eleições presidenciais
| Data | Candidato(a)          | 1.º turno | 1.º turno | 1.º turno | 2.º turno | 2.º turno | 2.º turno |
| Data | Candidato(a)          | Votos     | %         | Cl.       | Votos     | %         | Cl.       |
| ---- | --------------------- | --------- | --------- | --------- | --------- | --------- | --------- |
| 2019 | Zuzana Čaputová       | 870.415   | 40,6%     | 1.º       | 1.056.582 | 58,4%     | 1.º       |
| 2024 | Ivan Korčok (apoiado) | 958.393   | 42,5%     | 1.º       | 1.243.709 | 46,9%     | 2.º       |